# Epirrhoe chalybeata
Epirrhoe chalybeata är en fjärilsart som beskrevs av Hübner ca 1808. Epirrhoe chalybeata ingår i släktet Epirrhoe och familjen mätare. Inga underarter finns listade i Catalogue of Life.